# 제1대 랭커스터 백작 에드먼드

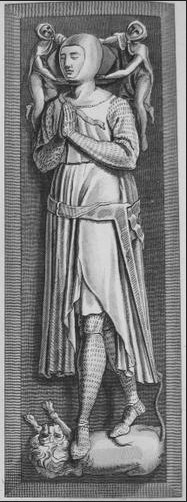
웨스트민스터 사원의 에드먼드의 석관 스케치본

에드먼드 플랜태저넷 혹은 에드먼드 1세(Edmund of Crouchback, 1st Earl of Leicester and Lancaster, 1245년 1월 16일 ~ 1296년 6월 5일)는 잉글랜드의 왕자, 관료로 십자군 전쟁에도 출전하였다. 잉글랜드의 왕 헨리 3세의 넷째 아들이다. 별칭은 곱사등이 에드먼드, 곱추 에드먼드로 랭커스터 공작에 봉해졌으며, 랭커스터 왕가의 시조였다.
1269년 포르츠의 아벨리네와 결혼했으나 4년만에 죽고, 아르투아의 블랑슈와 결혼하여 토머스와 헨리를 얻었다. 1322년 아들 토머스가 반역죄로 처형당하고 영지는 에드워드 2세에 의해 몰수되었으나 곧 토머스의 동생 헨리에게 다시 영지가 증여되었다.
십자군을 뜻하는 Crossback이 곱추로 와전되었다는 설도 있다. 또한 에드워드 1세의 넷째아들이 아니라 에드워드 1세의 형인데 상속권을 박탈당했다는 전설도 존재한다. 둘째아들 헨리를 통해 후대의 랭커스터 왕조의 왕 헨리 4세의 외고조부가 된다. 헨리 4세는 아버지쪽으로는 에드워드 3세의 손자인 것과, 모계로는 그의 직계후손임을 내세워 자신의 정통성을 주장하였다.